# Resolución 740 del Consejo de Seguridad de las Naciones Unidas
La resolución 740 del Consejo de Seguridad de las Naciones Unidas, adoptada por unanimidad el 7 de febrero de 1992, después de reafirmar las resoluciones 713 (1991), 721 (1991), 724 (1991), y 727 (1992) y considerando un reporte del Secretario General Boutros Boutros-Ghali, el Consejo aprobó planes para una misión de mantenimiento de paz en la República Federal Socialista de Yugoslavia.
El Consejo expresó su deseo para desplegar la fuerza después de que el último obstáculo en el camino fuese removido, llamando a los líderes serbios a aceptar el plan de paz de las Naciones Unidas. El entonces presidente croata Franjo Tuđman había el plan. También aprobó el aumento de la comisión militar de enlace a un total de 75, desde 50.
La resolución hacia un llamado a todos los partidarios a cooperar con la Conferencia de Yugoslavia para alcanzar una solución del problema consistente con los principios de la Organización para la Seguridad y la Cooperación en Europa, y también a todos los estados para continuar observando el embargo de armas en el país.